# スマーフ2 アイドル救出大作戦!
『スマーフ2 アイドル救出大作戦!』（The Smurfs 2）は、2013年のアメリカ合衆国の3Dコメディ映画である。
2011年の映画『スマーフ』の続編で、ベルギーの漫画家であるペヨのコミック『スマーフ』を原作としたソニー・ピクチャーズ アニメーション製作の『スマーフ』三部作の2作目である。前作に引き続いてラジャ・ゴズネルが監督し、主要キャストたちも続投する。新キャストとしてはクリスティーナ・リッチ、J・B・スムーヴ、ブレンダン・グリーソンらが加わった。2013年7月31日より公開された。前作の日本公開時は3D・2Dの日本語吹き替え版と字幕版での上映だったが、本作では2Dの吹き替え版のみの上映となった。
パパ・スマーフ役のジョナサン・ウィンタースは本作公開前に死去しており、遺作となった。エンドロールのキャストクレジットの後に、「In Memoriam JONATHAN WINTERS」という追悼メッセージが挿入されている。

## キャスト
| 役名                               | 俳優                       | 日本語吹替          |
| ---------------------------------- | -------------------------- | ------------------- |
| ガーガメル                         | ハンク・アザリア           | 山寺宏一            |
| パトリック・ウィンズロー           | ニール・パトリック・ハリス | 咲野俊介            |
| グレース・ウィンズロー             | ジェイマ・メイズ           | 日髙のり子          |
| ブルー・ウィンズロー               | ジェイコブ・トレンブレイ   | 五十嵐陽向          |
| ビクター・ドイル                   | ブレンダン・グリーソン     | 石田太郎            |
| テレビインタビュアーを務める本人役 | ナンシー・オデール         |                     |
| 声の出演                           |                            |                     |
| パパスマーフ                       | ジョナサン・ウィンタース   | 富田耕生            |
| スマーフェット                     | ケイティ・ペリー           | 高橋みなみ（AKB48） |
| ブレイニー                         | フレッド・アーミセン       | 関智一              |
| ガッツィー                         | アラン・カミング           | 高木渉              |
| クラムジー                         | アントン・イェルチン       | 本城雄太郎          |
| バニティ                           | ジョン・オリバー           | 三ツ矢雄二          |
| グラウチー                         | ジョージ・ロペス           | 遠藤純一            |
| ベクシー                           | クリスティーナ・リッチ     | 沢城みゆき          |
| ハッカス                           | J・B・スムーヴ             | 山崎弘也            |
| ナレーター                         | トム・ケイン               | 江原正士            |
| グリーディ                         | ケナン・トンプソン         | 茶風林              |
| ヘフティ                           | ゲイリー・バサラバ         | 乃村健次            |
| パーティープランナー               | ケヴィン・リー             | 菊池正美            |
| うそつき                           | ポール・ルーベンス         | 佐藤せつじ          |
| SNSスマーフ                        | マリオ・ロペス             | 松本梨香            |
| 発明家                             | ジェフ・フォックスワーシー | 小形満              |
| 農民                               | ジョエル・マクラリー       | 志村知幸            |
| 嫌味スマーフ                       | ジミー・キンメル           | 桜塚やっくん        |
| ビビりスマーフ                     | アダム・ワイリー           | 村治学              |
| おとぼけスマーフ                   | ショーン・ホワイト         | 魚建                |
| パン焼き                           | B・J・ノヴァク             | 小田柿悠太          |
| アズレール                         | フランク・ウェルカー       | 原語版流用          |

## 製作
2011年8月9日、ソニー・ピクチャーズ アニメーションは2013年8月2日に続編を公開することを発表した（後に2013年7月31日に変更）。監督のラージャ・ゴスネルとプロデューサーのジョーダン・カーナーは続投する。ソニーは2011年初頭に脚本のJ・デヴィッド・ステム、デヴィッド・N・ワイス、ジェイ・シェリック、デヴィッド・ロンらと共に作業を開始した。2011年8月頭には草案の初稿が完成した。カナダのモントリオールでの撮影が計画され、2012年8月26日にソニーは開始を発表した。
2013年4月17日、ブリトニー・スピアーズの楽曲「Ooh La La」がサウンドトラックに含まれることが発表された。
日本におけるテーマソングは、スマーフェットの吹き替え女優である高橋みなみによる「瞳の扉」。